# Syagrus romanzoffiana
Syagrus romanzoffiana là loài thực vật có hoa thuộc họ Arecaceae. Loài này được (Cham.) Glassman miêu tả khoa học đầu tiên năm 1968.

## Hình ảnh

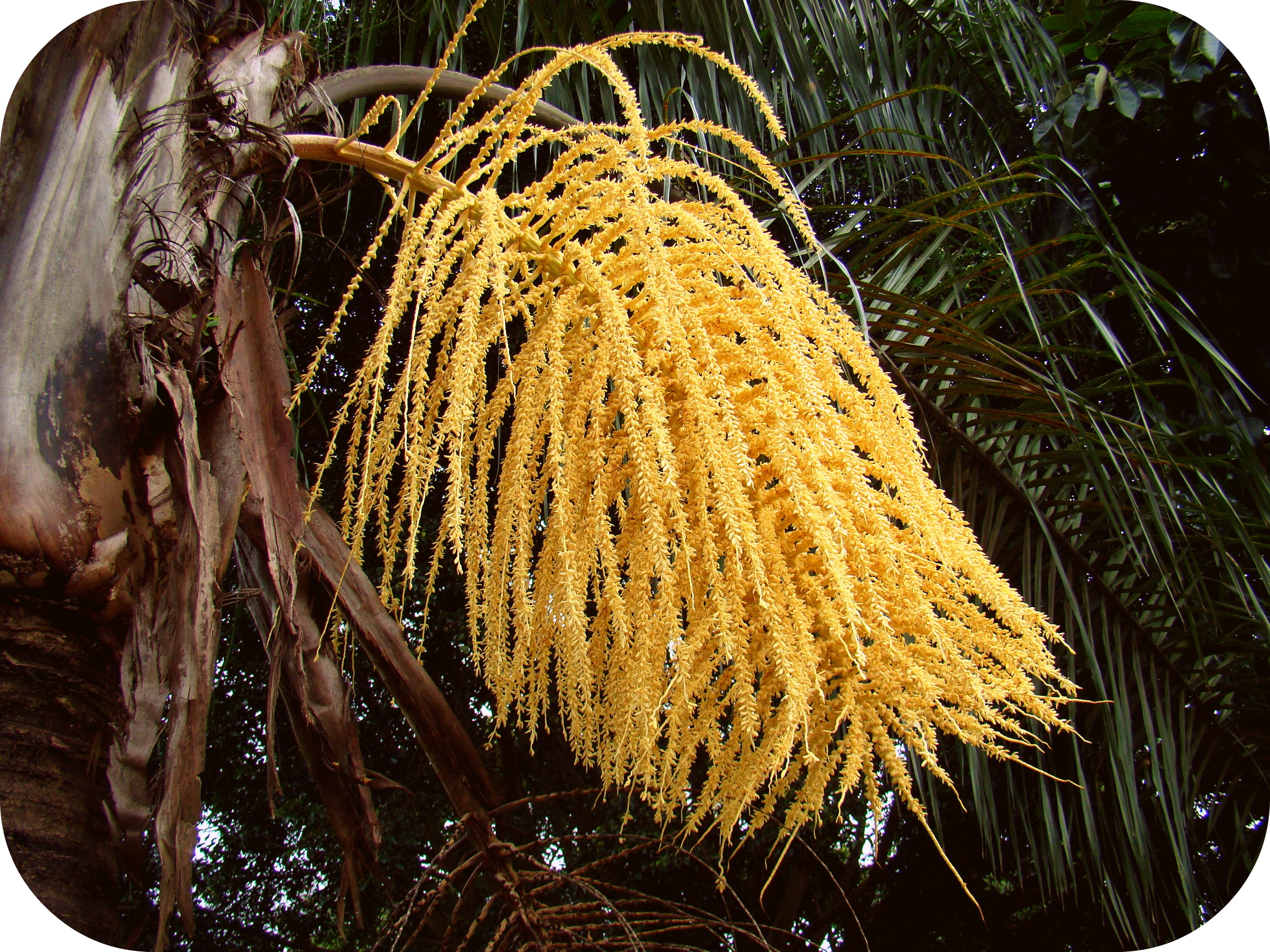
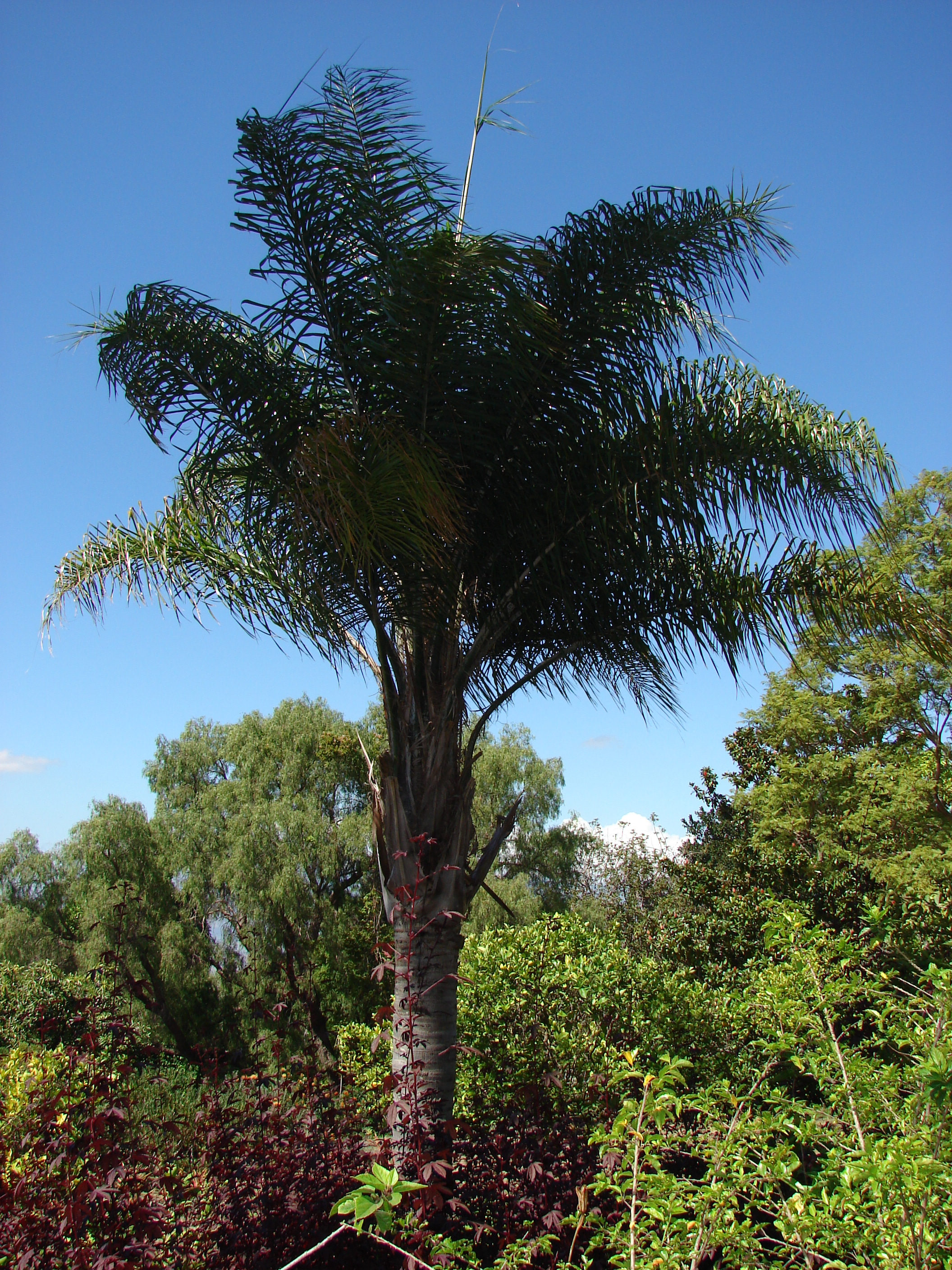
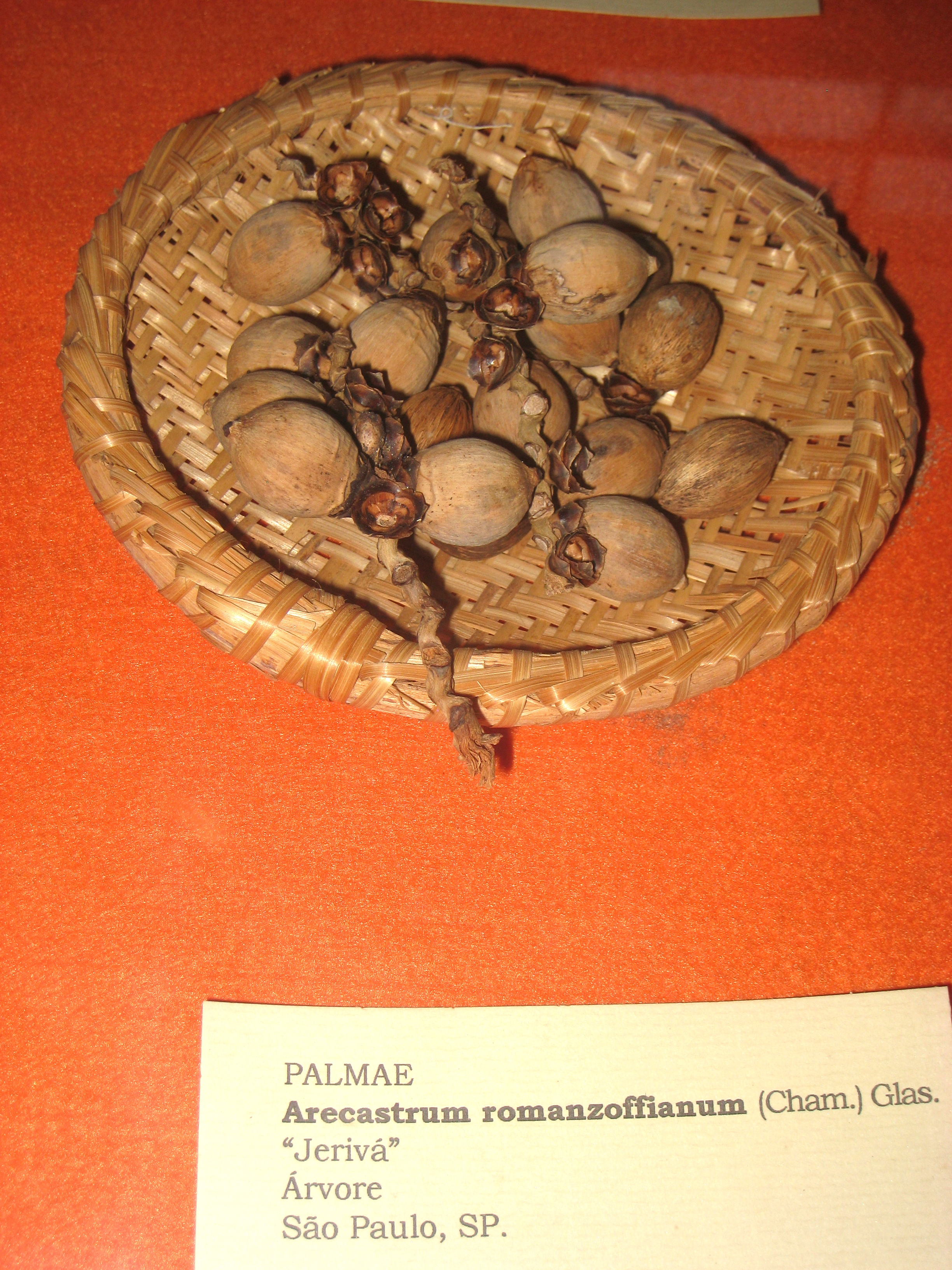
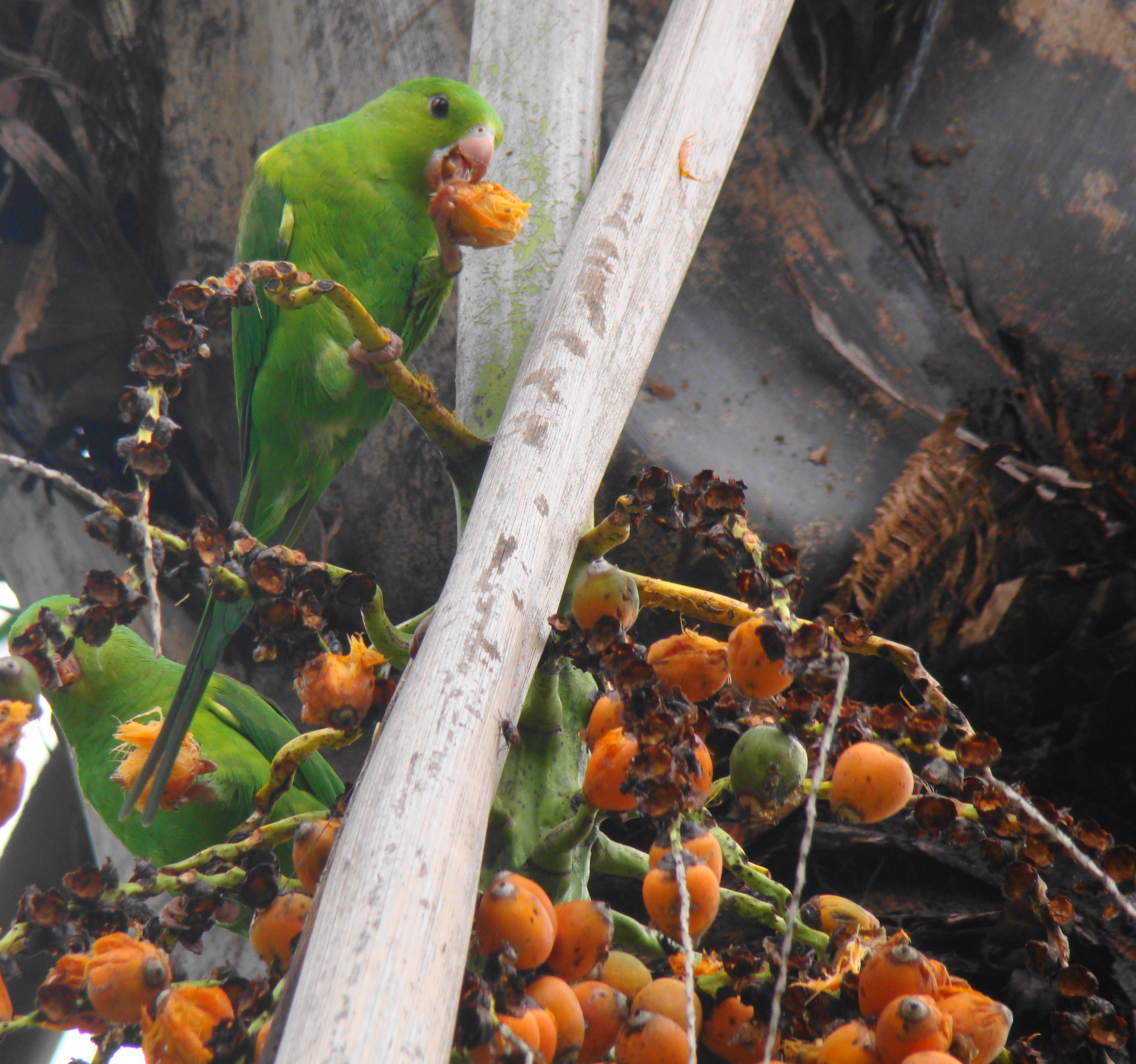